# Neoserica lampei
Neoserica lampei är en skalbaggsart som beskrevs av Moser 1915. Neoserica lampei ingår i släktet Neoserica och familjen Melolonthidae. Inga underarter finns listade i Catalogue of Life.